# BOBWIRE
BOBWIRE（ボブワイヤー）は、日本のロックバンド。

## メンバー
- sin ボーカル
- Яyu ギター
- kaz ベース
- masa ドラム

## 概要
1999年にギターのЯyuとドラムのmasaによって東京で結成されたヘヴィメタルバンド。結成当初はメロディックハードコアバンドであったが、Яyuの元々の音楽性であるメタル色が徐々に増し、
メタル/ラウドバンドへと変化した。翌2000年にボーカルのsinが加入、2001年にESPの店員でもあったkazが加入し、解散するまでこの4人で活動する。
2002年にLONG SHOT PARTY "DELTA FORCE" TOUR"の下北沢シェルターに唯一のメタルバンドとして参戦し、知名度を上げる。
都内ライブハウスなどアンダーグラウンドメタルシーンで活動、2枚のアルバムを発表し、2006年に解散。